# Unión Juárez
Unión Juárez est une municipalité du Chiapas, au Mexique. Elle couvre une superficie de 268,3 km2 et compte 15 350 habitants en 2015.